# Kroktjärnen (Haverö socken, Medelpad)
Kroktjärnen är en sjö i Ånge kommun i Medelpad och ingår i Ljungans huvudavrinningsområde. Sjön har en area på 0,173 kvadratkilometer och ligger 263,1 meter över havet. Sjön avvattnas av vattendraget Kroktjärnån.

## Delavrinningsområde
Kroktjärnen ingår i det delavrinningsområde (691187-145870) som SMHI kallar för Mynnar i Enstern. Medelhöjden är 289 meter över havet och ytan är 3,61 kvadratkilometer. Räknas de 8 avrinningsområdena uppströms in blir den ackumulerade arean 25,78 kvadratkilometer. Kroktjärnån som avvattnar avrinningsområdet har biflödesordning 3, vilket innebär att vattnet flödar genom totalt 3 vattendrag innan det når havet efter 172 kilometer. Avrinningsområdet består mestadels av skog (78 procent). Avrinningsområdet har 0,19 kvadratkilometer vattenytor vilket ger det en sjöprocent på 5,2 procent.